# Manakara (Stadt)
Manakara ist eine Stadt an der Ostküste von Madagaskar mit knapp 36.000 Einwohnern (Stand: 2005).

## Geografie
Manakara ist Hauptort der Region Vatovavy-Fitovinany an der Ostküste Madagaskars. Die Stadt besteht aus den beiden Ortsteilen Tanambato im Westen und Manakare Be im Osten, welche durch den Fluss Manakara und dem Canal des Pangalanes getrennt werden. Der Erstere ist Verkehrsknotenpunkt und Handelsplatz, während der zweite Ortsteil eher von wohlhabenden Leuten bewohnt wird. Der Fluss Manakara mündet in der Stadt in den Indischen Ozean. 
Manakara ist 590 km von der Hauptstadt Antananarivo entfernt.

### Klima
In Manakara herrscht tropisches Regenwaldklima (Af). Die Jahresdurchschnittstemperatur beträgt 22,9 °C.
|                        | Jan  | Feb  | Mär  | Apr  | Mai  | Jun  | Jul  | Aug  | Sep  | Okt  | Nov  | Dez  |   |      |
| Mittl. Temperatur (°C) | 26,0 | 25,8 | 25,3 | 24,2 | 22,0 | 20,6 | 19,7 | 19,8 | 20,7 | 22,3 | 23,8 | 25,0 | ⌀ | 22,9 |
| Mittl. Tagesmax. (°C)  | 28,9 | 29,0 | 28,6 | 27,9 | 26,5 | 25,2 | 23,6 | 23,8 | 24,5 | 25,7 | 27,0 | 28,2 | ⌀ | 26,6 |
| Mittl. Tagesmin. (°C)  | 23,1 | 22,7 | 22,0 | 20,5 | 17,5 | 16,0 | 15,9 | 15,9 | 16,9 | 18,9 | 20,6 | 21,9 | ⌀ | 19,3 |
|                        |      |      |      |      |      |      |      |      |      |      |      |      |   |      |
| Niederschlag (mm)      | 353  | 372  | 428  | 268  | 203  | 205  | 157  | 135  | 98   | 87   | 146  | 232  | Σ | 2684 |

| 23,1 |

| 22,7 |

| 22,0 |

| 20,5 |

| 17,5 |

| 16,0 |

| 15,9 |

| 15,9 |

| 16,9 |

| 18,9 |

| 20,6 |

| 21,9 |

| 23,1 |

| 22,7 |

| 22,0 |

| 20,5 |

| 17,5 |

| 16,0 |

| 15,9 |

| 15,9 |

| 16,9 |

| 18,9 |

| 20,6 |

| 21,9 |

## Wirtschaft und Infrastruktur
Die Bewohner Manakaras leben zu 13,8 % von der Landwirtschaft, bei der sie Reis, Mandarinen, Maniok, Kaffee und Bananen anbauen. Jeweils 30 % leben von der Fischerei oder arbeiten in der Industrie. 25 % erwirtschaften im Dienstleistungssektor ihren Lebensunterhalt. 1,2 % leben von der Viehzucht.

### Verkehr

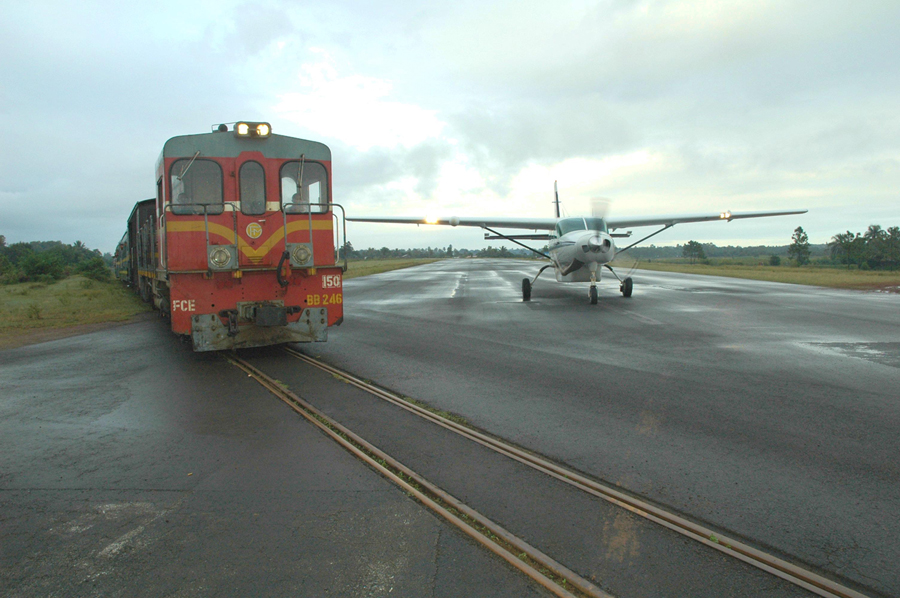
Die Eisenbahnlinie kreuzt die Start- und Landebahn des Flughafens Manakara

Mit der Fertigstellung der Eisenbahnlinie Fianarantsoa–Manakara im Jahr 1936 ist die Stadt ein bedeutender Umschlagplatz mit einem wichtigen Hafen geworden. Nördlich von Manakara liegt der stadteigene Flughafen. Die Eisenbahnlinie Fianarantsoa–Manakara verläuft über die Start- und Landebahn dieses Flughafens. Der Canal des Pangalanes verbindet die Stadt mit Toamasina und sorgt für regen Warenaustausch. Ebenso führt die Route nationale 12 durch Manakara, mit der man das nördlicher gelegene Irondro sowie das südlicher gelegene Vangaindrano erreicht.

### Bevölkerung
Die Bevölkerung wuchs von 1975 bis 1993 von 19.768 auf 24.970 Personen an. 2005 lebten knapp 36.000 Menschen in der Stadt.
Der Ort liegt im Siedlungsgebiet der muslimischen Antaimoro. Doch sind Ethnien (Foko) wie die Antaisaka, Betsileo, Betsimisaraka und Merina zugewandert. Außerdem leben Chinesen und Europäer in der Stadt.

## Söhne und Töchter der Stadt
- Benjamin Marc Ramaroson (* 1955), Erzbischof von Antsiranana

## Städtepartnerschaften
- Parthenay, Frankreich, seit 1962